# Jiriri Kiteru
„Jiriri Kiteru” (jap. ジリリ キテル) – dziesiąty singel zespołu Berryz Kōbō, wydany 29 marca 2006 roku przez wytwórnię Piccolo Town. Został wydany także jako „Single V” (DVD) 17 kwietnia 2006 roku.
Singel osiągnął 6 pozycję w rankingu Oricon i pozostał na liście przez 3 tygodnie, sprzedano 19 273 egzemplarzy.

## Lista utworów
| Nr | Tytuł                                                                              | Słowa  | Kompozycja | Aranżacja    | Czas |
| -- | ---------------------------------------------------------------------------------- | ------ | ---------- | ------------ | ---- |
| 1. | "Jiriri Kiteru" (jap. ジリリ キテル)                                               | Tsunku | Tsunku     | Kōichi Yuasa |      |
| 2. | "Toshoshitsu taiki" (jap. 図書室待機)                                              | Tsunku | Tsunku     | AKIRA        |      |
| 3. | "Gag 100 kaibun aishite kudasai" (jap. ギャグ100回分愛してください) (Instrumental) |        | Tsunku     | Kōichi Yuasa |      |

Single V
| Nr | Tytuł                                                  | Czas |
| -- | ------------------------------------------------------ | ---- |
| 1. | "Jiriri Kiteru" (jap. ジリリ キテル)                   |      |
| 2. | "Jiriri Kiteru" (jap. ジリリ キテル) (Dance Shot Ver.) |      |
| 3. | "Making eizō" (jap. メイキング映像)                    |      |